# 香港上海銀行

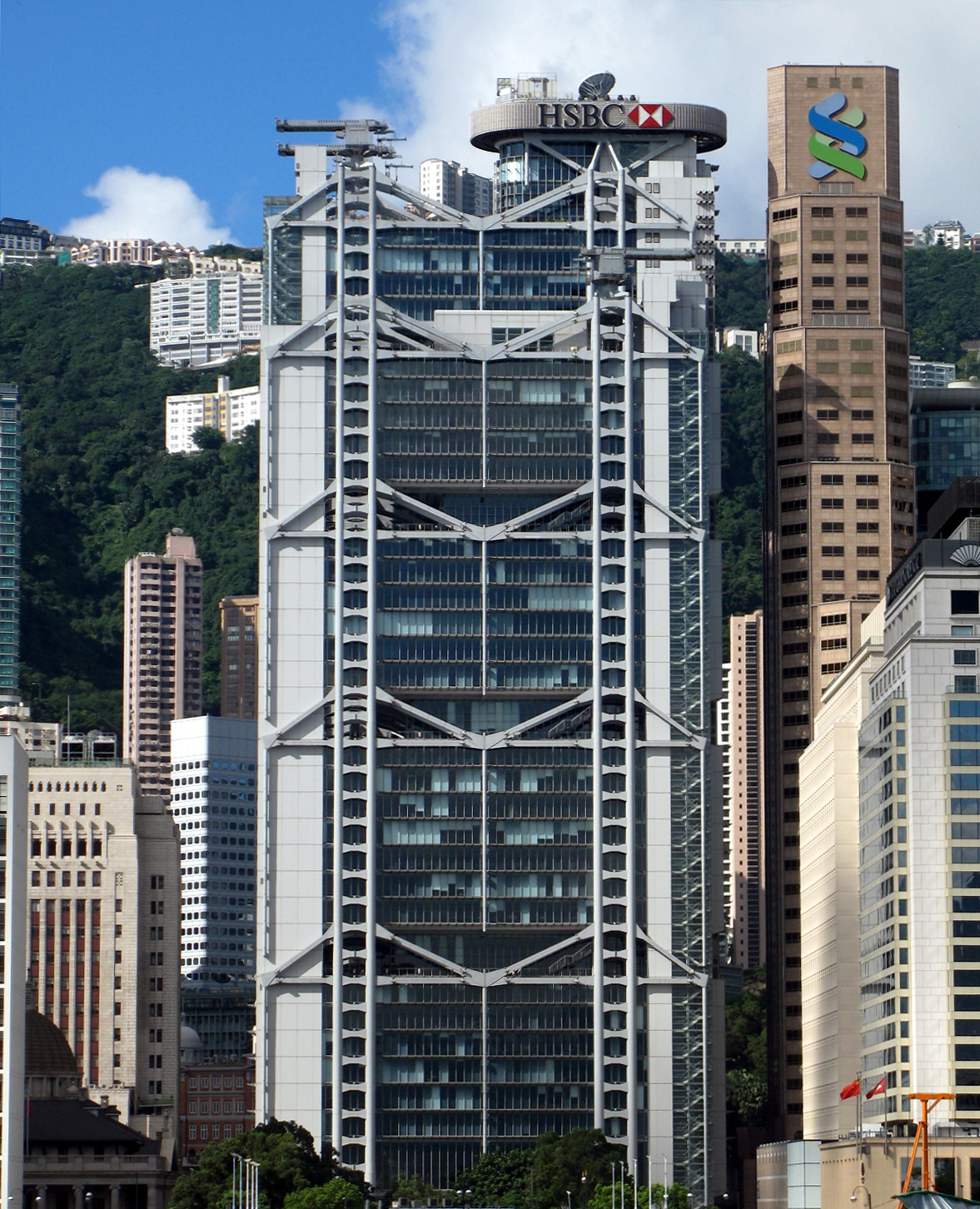
香港にある香港上海銀行香港と環太平洋本部ビル。1985年、:en:George Wimpey社が完成した。

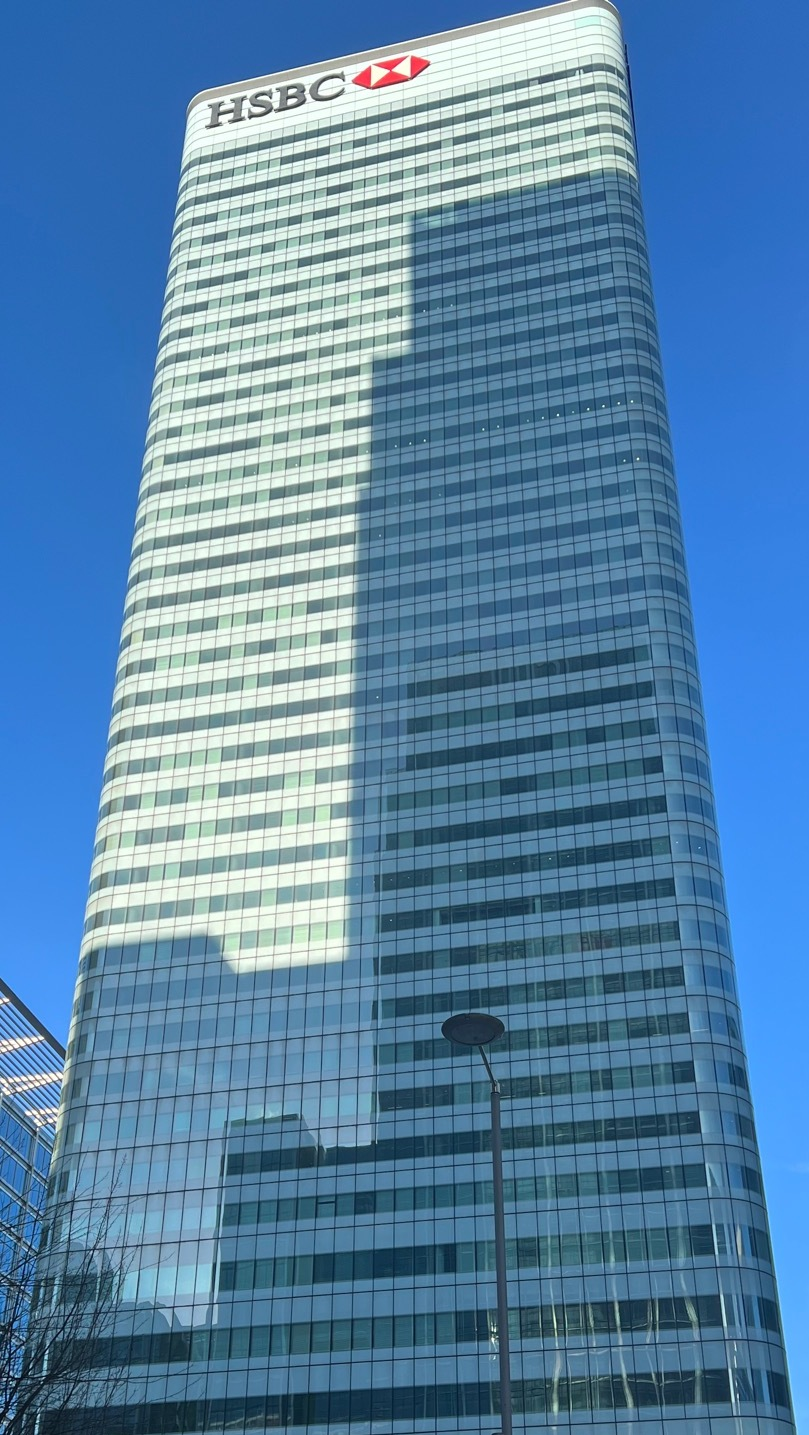
ロンドンのHSBCタワー。香港返還に先駆け、1991年にHSBCホールディングスを設立。これを機会に本社をタワーに移した。

香港上海銀行（ホンコンシャンハイぎんこう、 The Hongkong and Shanghai Banking Corporation Limited、香港上海滙豐銀行有限公司。略称は英語でHSBC、中国語で滙豐銀行）はイギリスの金融グループHSBCホールディングス傘下の銀行である。香港に本店を置き、香港ドル発券銀行の一つである。
香港で海底ケーブルによる電信の便益を最大限に享受する一方、1881年にリヨン支店を、1889年にハンブルク支店を開いている。香港植民地の法律が設立根拠となっており、チャータード銀行のような勅許状による銀行ではなかったので、喜望峰の東といった営業圏の制限は受けていない。既に20世紀初頭、アメリカでの貸出高が同行全体の3割を占め、比重は年を追うごとに漸増した。
1991年に香港上海銀行グループの持株会社としてHSBCホールディングスがロンドンで設立された。それに伴い、香港上海銀行は、同グループのアジア太平洋における中核子会社となった。1997年の香港のイギリスから中華人民共和国への返還、移譲に伴う1993年の香港金融管理局成立以前は、香港において中央銀行が行うべき役割も果たしてきた。
現在もスタンダードチャータード銀行（チャータード銀行の後身）、中国銀行 (香港)とともに、香港ドルの発券銀行の1つとして機能している。
目下、筆頭株主はスワイヤー家である。

## 沿革

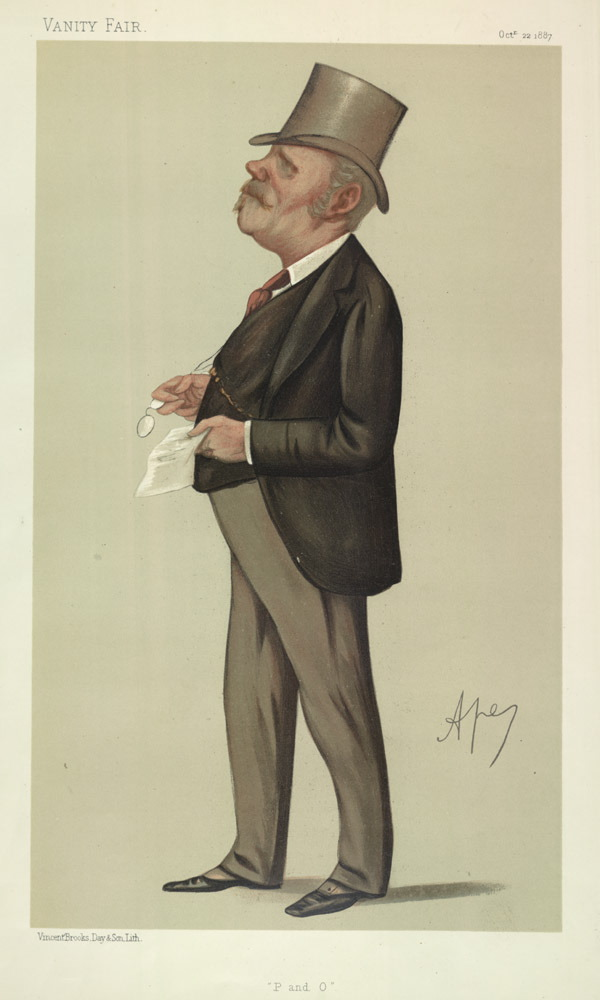
トーマス・サザーランド

香港上海銀行はスコットランド人で現在の英船会社P&Oの香港支社長トーマス・サザーランドによって、アヘン戦争後にイギリス（大英帝国）の植民地となった香港で創設された。非法人として1865年に営業を開始、1866年の香港政庁命令第二号により認可された法人となる。正式な発足は香港会社法による1865年3月3日である。資本金は250万ドル。その行名が示す通り、香港に本店を置き、イギリスの共同租界が置かれていた清の上海支店で同時に営業を開始した。
設立当初は、ペニンシュラ・オリエンタル汽船会社をはじめジャーディン・マセソン商会などイギリスのアヘン商人（アヘン貿易商）が、インド産のアヘンを清(中国)で販売した利益を香港からイギリス本国へ送金する業務を行っていた。
設立メンバーは香港在住の英国貿易商らで、サザーランドを幹事とする設立準備会には14人がいた。デント商会Dent and Co.（寶順洋行）、ラッセル系オーガスティン・ハード商会Augustine Heard and Co.（瓊記洋行）と、現役のジームセン商会Siemssen and Co.（禅臣洋行）に加え、サッスーン商会David Sassoon, Sons and Co.（沙遜洋行）の代表者が在籍し、後にラッセル商会Russell and Co.（旗昌洋行）も加わった。
サザーランドは1884年にペニンシュラ・オリエンタル汽船会社Peninsular and Oriental Steam Navigation Co.の社長となり、ミッドランド銀行の取締役になる。ジャーディン・マセソン商会Jardine, Matheson and Co.（怡和洋行）は当初参加していなかったが、後に親密な取引を行った。これら英国貿易商らは、香港上海銀行を通じて植民地で得た利益をイギリス本国に送金した。
1864年9月24日、パリ割引銀行の香港支店長であったスイス人ヴィクター・クレッサーVictor Kresser が初めての頭取となった。11月18日にはオリエンタル・バンク出身のデビッド・マクリーンDavid McLean が上海支店長となった。主に在華外国企業（サッスーン商会、ジャーディン・マセソン商会、デント商会などのアヘン貿易商社）のインドなどの他の大英帝国の植民地との間における（アヘン貿易の利益のイギリス本国への送金を含む）貿易金融を扱ったほか、通貨の発行も行っていた。

### 行名
設立当初の行名は、英語名称が"The Hongkong and Shanghai Banking Company Limited"、中国語名称は「香港上海滙理銀行」であったが、英語名称は1867年に"The Hongkong and Shanghai Banking Corporation"、中国語名称は1881年に「香港上海滙豐銀行」へそれぞれ変更されている。これ以降、中国語の行名として「滙豐銀行」が一般的となったが、日本や台湾においては「香港上海銀行」と表記される場合もあった。「滙豐」（Wayfoong）は、豊かな送金を意味する中国語「滙款豐富」を由来として、創作されたものである 。

### 日本政府への協力

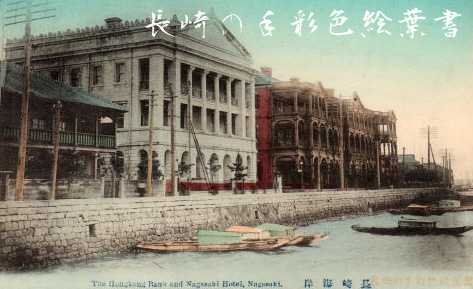
旧香港上海銀行長崎支店。第二次世界大戦前まで営業していた。

設立翌年の1866年には日本支店を横浜に設立し、その後神戸、大阪、長崎にも次々に支店を開設した。日本政府の貿易金融政策の顧問業務を担い、大阪造幣局における金銀通貨の造幣にも協力した。横浜正金銀行（後の東京銀行→東京三菱銀行→三菱東京UFJ銀行）がその体制を作る際には、香港上海銀行がモデルとなったし、香港上海銀行も支援した。もっとも、横浜と神戸の支店は洋銀券を発行していたこともあって明治政府との関係は良くなかった。
しかし、明治政府が依存していたオリエンタル・バンクが歴史の表舞台から退場すると一層積極的に関与した。
1898年、親ドイツの英下院議員ベレスフォード（Lord Charles Beresford）が満州の実情をふまえて「門戸開放」をめぐる日英米独同盟論を展開した。翌年に彼は、外国人によってリードされる財務局を中国政府の金融顧問として設立するなどの金融改革を提案した。この1899年に清朝が造幣局を設立するとき、香港上海銀行は横浜正金銀行をともない総理衙門へ連盟状を提出した。そこでは造幣局の創設から運営まで両行が顧問となることの他、機械の導入、技師の派遣、条例作成の助言が提案された。これは一度拒否されたが、イギリス代理公使バックス・アイアンサイド（Henry Bax-Ironside）の発議により改めて提出された。この経済関係は日英同盟のたたき台になったものと考えられている。
香港上海銀行は日露戦争用の借款募集を五度も取り扱い、当時ロンドン支店長であったユーウェン・キャメロン（デーヴィッド・キャメロンの高祖父）は日本銀行の高橋是清副総裁から真っ先に公債を引き受けた。それらはクーン・ローブのジェイコブ・シフやパンミュア・ゴードン投資銀行も引受けた。このとき香港上海銀行は利付手形買入額を大きく増やした。
一方、清やシャムなどの外債発行にも関わった。清は鉄道・電信事業および下関条約・義和団の乱で生じた賠償債務で募集額を増大させていた。もっとも、下関条約賠償金に充当される外債は、独亜銀行と協定の上、共同して引受けざるをえなかった。独亜銀行は1889年に創立。資本金500万上海両。これを5000株として、以下に保有株数を添えて株主を記す。Direction der Disconto-Gesellschaft (805), Generaldirektion der Seehandlungs-Sozietät (175), Deutsche Bank (555), Bankhaus S. Bleichröder (555), Berliner Handels-Gesellschaft (470), Darmstädter Bank (310), Robert Warschauer (310), Mendelssohn & Co. (310), Jacob S.H. Stern (470), M. A. von Rothschild & Söhne (310), Norddeutsche Bank (380), Sal. Oppenheim (175), Bayerische Hypotheken- und Wechsel-Bank (175)

### 太平洋問題の真相
1866年横浜、1867年カルカッタ、1869年神戸とボンベイ、1870年サイゴン、1873年アモイ、1875年マニラ、1877年シンガポール、1881年天津で、香港上海銀行は各支店を開設し大不況を迎え、極東を舞台にフランス系金融機関と競争した。イロイロへ支店を出した1883年を例として、インドシナ銀行に膨大なピアストル貨を供給した。1884年バタビア、1892年コロンボにも支店を設けて、各地域のプランテーションをファイナンスした。そして先述のとおり1890年代後半に門戸開放をめぐりアメリカへ接近していった。
日英米独同盟論は次のように現実化した。1913年、香港上海銀行を通してロンドンの資金がネットの値として日米に送られた。これほどではないが英領インドやドイツのハンブルクにも送られた。日英米独に関係ないはずのリヨンも同様である。本店・アメリカ経由でサイゴンに送られている点は、「同盟」にフランスを足さなければならないように見える。
香港上海銀行はドイツ系商社とも第一次世界大戦直前まで親密な関係を続けていた。1914年8月時点の取締役12人のうち4人はカルロヴィッツ商会Carlowitz and Co.（禮和洋行）などのドイツ系商社出身であった。もっとも、取締役の関知は内規で8項目に留まり、広範な業務裁量が頭取以下職員に与えられていた。
戦後ヴェルサイユ条約によりドイツは国際金融の主役を降板したかに見えたが、連邦準備制度に対して隠然たる影響力を保持した。1922-24年は、半ばの関東大震災で日本が債務国となり、また米国の投信熱が高まり出す直前期であった。この間に香港上海銀行は、インド・上海・ウラジオストク、日本および南洋興発の関係するオランダ領東インドから資金を吸い上げ、ほとんど集中的にロンドンへ送った。一方で主要店舗がロンドン送金の2倍程度も証券を購入していた。
世界恐慌が及んだ日本で、香港上海銀行はナショナル・シティ（現シティバンク）と並びドル買い事件の槍玉にあがった。
1941年、香港上海銀行を通じて上海とシンガポールの資金がロンドンへ送られた。主要店舗は香港政府負債証券と英国債を購入した。真珠湾攻撃の直後から日本は香港を支配下におき、住民の所持する香港ドルを軍票と強制的に交換させ、物資調達に利用した。清国、その後の中華民国の上海を発祥地とする香港上海銀行は第二次世界大戦前、上海のバンド地区を中国大陸の本拠としていたが、1949年の中華人民共和国政府成立後の1955年にこのビル（旧香港上海銀行上海支店ビル）を中国共産党政権に引き渡した。このビルは現在、上海浦東発展銀行本社となっている。

### 戦後の拡大
1965年、香港で最大の華人系銀行であった恒生（ハンセン）銀行が破綻したため、その過半数株式を取得し、現在もグループ傘下に収めている。1970年、ロサンゼルスのリパブリック・ナショナル（Republic National Bank and Trust Company）を買収した。これは数年後売却され、1988年に受け皿が破綻しノースカロライナ（North Carolina National Bank、今日バンカメの中心子会社）に買収された。1979年、李嘉誠にハチソン・ワンポア株を売却した。
1984年に香港返還が約束され、香港上海銀行は国際展開を加速させた。他のイギリス植民地資本（ジャーディン・マセソンやスワイヤー・パシフィックなど）と同様、香港上海銀行もイギリスが香港の宗主国でなくなり、中華人民共和国に返還されることを政治的リスクだと考えていた。1980年代、アメリカではマリンミッドランド銀行（現：HSBC USA）などを、イギリス連邦ではフィリップ・ド・ズルエタが会長であったギブズ商会などを傘下に収めた。ほぼ同時期に中南米、中東、東南アジア、南アジア、トルコなど有望な現地銀行多数を傘下におさめた。香港上海銀行は、こうして「ほぼ全世界」を活動地域とする世界で唯一の銀行になった。しかし注意すべき売却もしている。1988年にクック諸島支店をウェスト・パックへ譲渡した。
1992年のイギリス最大のミッドランド銀行（現：HSBC Bank plc）の買収にあたり、登記上の本部をイギリス本国に移転することをイギリス政府から要請されていた。そうした事情から、前年の1991年ロンドンにHSBCホールディングス（HSBC Holdings plc）を設立し、登記上の本拠地をロンドンに移動、イギリス法人となった。ロンドン本社はドックランズのカナリー・ワーフにある「HSBCタワー」（香港本部と同じくノーマン・フォスター卿の設計）である。

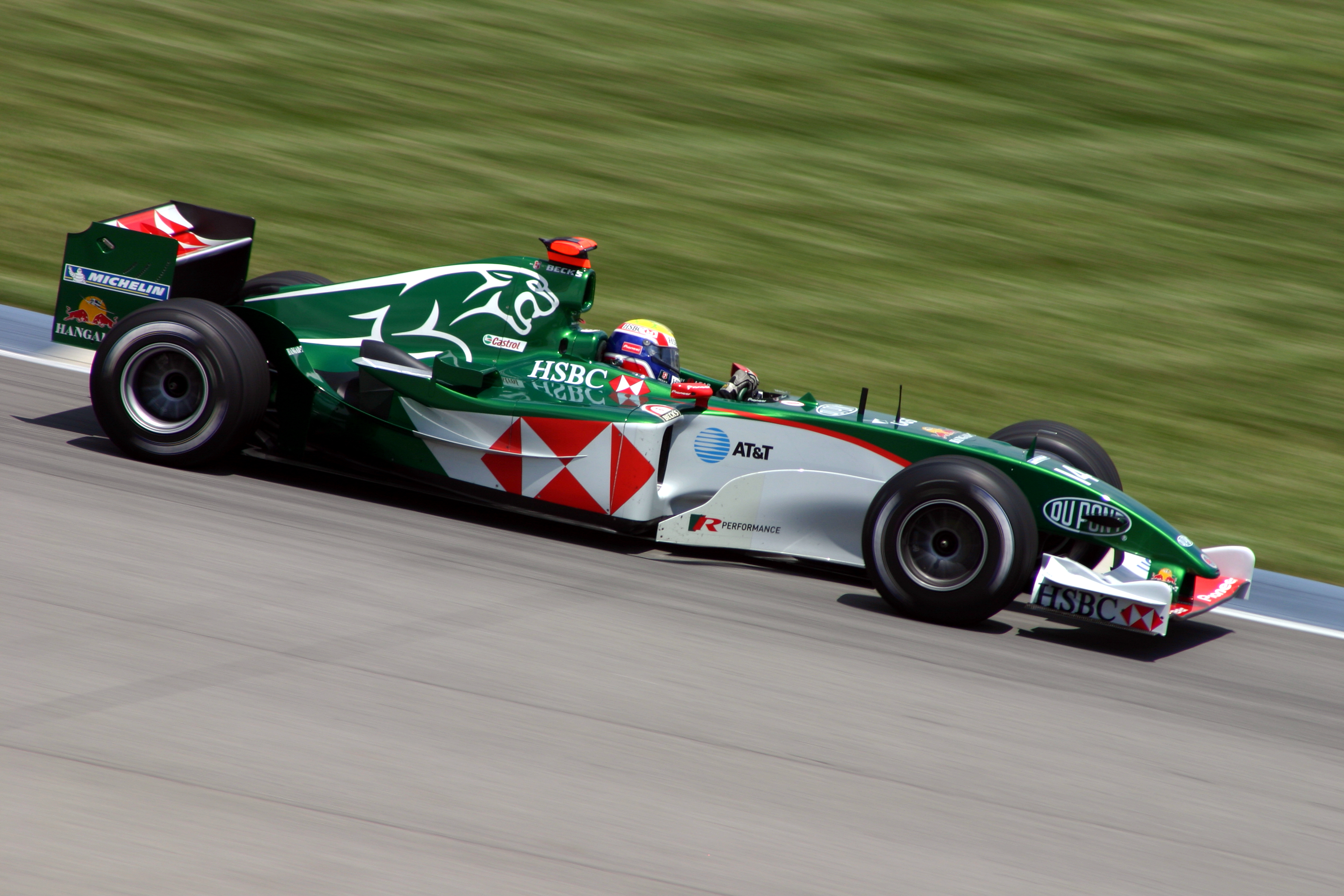
HSBCがスポンサーとなったジャガーF1（2004年）

1999年にはアメリカのリパブリック・ナショナル・バンク・オブ・ニューヨーク（現：HSBC Bank USA NA）、2000年フランス商業信用銀行（CCF、現：HSBC SA）など世界各地の金融機関を積極的に買収した。この様な動きを受けて2001年にはキャッチフレーズを「The world's local bank（全世界の地元銀行）」に変更し、併せて全世界で高い人気を誇るF1のジャガー・レーシングチームのスポンサーになるなど、名実ともに全世界をカバーする展開を行いつつ、拠点数と収益を伸ばし続けた。

### 現在
現在、HSBCグループは、ロンドン、香港、ニューヨーク、パリ、バミューダの証券取引所に上場する。時価総額規模では、アメリカのシティグループ、バンク・オブ・アメリカに次ぎ世界第3位（ヨーロッパでは第1位）。2006年半ばの業績発表で総資産ではシティグループを抜いて世界最大になった。
2007年現在も中華人民共和国、ベトナム、東欧各国、ロシア、中米、南アフリカなどで拠点網を拡大、強化しつづけている。現在、香港では約130の支店やミニ店舗を展開する。
2009年11月におこったドバイ金融危機（ドバイ・ショック）でも、ドバイに最大の投資をしていたといわれている。

## 世界各地での営業
ヨーロッパとアジア太平洋地域、アメリカを中心に世界76ヶ国に約10,000の支店網を持ち、世界でも例のない、ほぼ全世界でリテールおよび法人向け営業を行う銀行として君臨している。

### 中華人民共和国
1955年以降、中国大陸各地にあった支店は次々に閉鎖されたが、上海支店だけは貿易金融や国内送金などの営業を続けていた。現在はアジア本部を上海の浦東新区陸家嘴（りくかし）金融貿易区にある香港上海銀行ビルに置く。
2001年には上海銀行の株式を6%取得、2004年には中華人民共和国の中国交通銀行の株式19.9%を取得し近年では中国大陸での営業に注力している。上海、広州、北京、天津、大連、青島、蘇州、武漢、アモイ、深圳に支店、成都、重慶に代表事務所を展開する。

### 中華民国（台湾）
1984年に第一号店として台北支店が開設された。その後は8店舗体制にて業務を行ってきたが、2008年3月29日に中華商業銀行を吸収合併し、同国内では44店舗となった。新体制発足後、旧中華銀行とのシステムを併用していた結果、既存の8店舗との預金取引等ができなかったが、2008年11月中旬よりシステム統廃合を完了した。尚、基隆支店等、旧中華銀行の不採算店舗の統廃合も同時に行い、現在は33店舗となっている。

### 日本

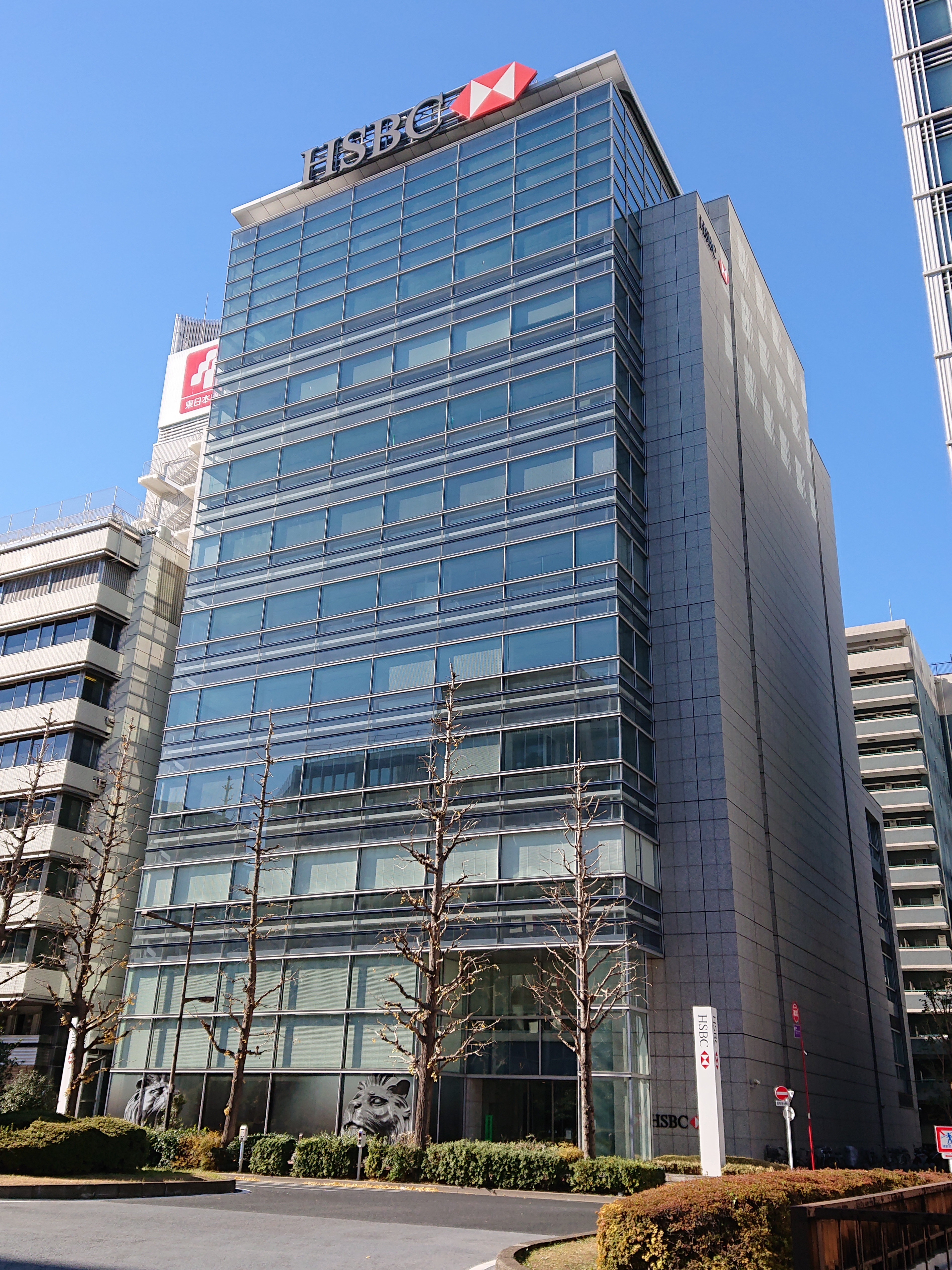
HSBCビルディング

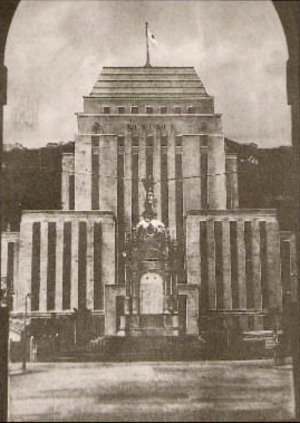
日本占領時代の旧本社ビル

設立翌年の1866年には日本支店を横浜に設立した。現在においては一般向けの銀行業務は行っておらず、投資銀行業務や法人向け業務などが中心となっている。関連会社のHSBC証券やHSBC投信なども営業を行っている。2012年6月11日、日本国内のプライベートバンキング事業をクレディスイス銀行・証券両社へ譲渡した。
なお、日本支社撤退後であっても、パーソナルバンキング（個人口座）の開設は香港本支店にて可能である。身分証明書（実質的にはパスポート）、英文で記載された銀行の残高証明書（国内銀行に依頼して、英文残高証明書の発行が可能。以前は無料であった銀行もあるが、2017年時点では大半の国内銀行では手数料を徴収している）を持参し、HSBC本店か香港内の支店で担当者面談を経て開設が可能である。
なお、担当者との面談は中国語または英語のみで行われる。通訳を介した口座開設は受け入れられないとされているため、基本的には口座開設を希望する本人が英語または中国語で意思疎通できる程度の語学力が必要である。語学力について、たとえばインターネットバンキングでのパスワード忘れや秘密の質問の再設定の際に、オンラインだけで完結させることはできず、HSBCへ直接コンタクト（カスタマークラス（Premier、Advance、その他のユーザ）で電話番号は異なる）する必要があり、カスタマーサポートの担当者と中国語または英語で口頭で手続きをする必要がある。中国語または英語の語学力に不安がある場合、口座開設の意義とカスタマーサポートとの対応能力の有無を比較考量して口座開設して差し支えないか判断するのが望ましい。
香港非居住の日本人が口座を保有している場合、OECDの税務当局間で取り決めた共通報告基準に基づき所得税の納税義務のある居住国情報（この場合、日本）をHSBCに通知する必要がある。

#### 事業拡大と縮小
2000年代、はじめは日本国内でも個人金融業務サービスの「HSBCプレミア」（金融資産1,000万円以上の顧客が対象）を提供していたが、2012年2月22日に日本国内における同サービスの事業中止を発表、さらに6月11日をもってクレディ・スイス銀行とクレディ・スイス証券にプライベートバンク事業を譲渡、日本国内での個人向けの金融業務から完全に撤退することとなった。
また地方銀行・第二地方銀行などを窓口として（直接申し込みも可能）外貨宅配サービス「Moneyport」を行っていたが、2010年までに順次提携を打ち切った上で終了し、提携していた地方銀行/第二地方銀行は、主に三井住友銀行の外貨宅配サービスに順次切り替え（現在、同行の外貨宅配サービスも終了し、トラベレックスジャパンへの取次になっている）、埼玉りそな銀行では、系列のりそな銀行に合わせる形で、りそなコミュニケーションダイヤルを利用したトラベレックスジャパンの外貨宅配サービスに切り替えている。なお、東京支店において直接外貨両替も受け付けていたが、2009年に窓口での外貨両替業務を終了している。
最盛期の2008年には、国内の事業拠点は東京都内3ヵ所と神奈川県横浜市に支店を、大阪府大阪市北区に出張所を設置（支店から移行）した。
- 赤坂支店（港区赤坂：2008年1月31日開設）
- 広尾支店（渋谷区広尾：2008年1月31日開設）
- 横浜支店（横浜市中区：2008年4月14日開設）
- 丸の内支店（千代田区丸の内：2008年4月21日開設）
  - 名古屋出張所（名古屋市中区錦：2010年11月1日開設）2012年4月27日閉鎖)
  - 大阪新出張所（大阪市北区中之島：2010年11月1日開設）

2008年に開設された銀座・池袋・神戸の支店3ヶ店が2010年10月30日の営業をもって廃止し、開設わずか2年での閉鎖となった。
- 銀座支店（中央区銀座：2008年7月9日開設→2010年10月30日をもって廃止(丸の内支店へ事業継承)）
- 池袋支店（豊島区東池袋：2008年10月8日開設→2010年10月30日をもって廃止(赤坂支店へ事業継承)）
- 神戸支店（神戸市中央区御幸通：2008年10月24日開設→2010年10月30日をもって廃止(丸の内支店大阪新出張所へ事業継承)）